# マルグリット・デュラス
マルグリット・デュラス（Marguerite Duras, 1914年4月4日 - 1996年3月3日）は、フランスの小説家、脚本家、映画監督。
ヌーヴォー・ロマンの作家の一人に数えられることもあるが、キャリアの点でも作風の点でもヌーヴォー・ロマンの枠内には収まらない。

## 経歴
1914年、フランス領インドシナ（現ベトナム）のサイゴンに生まれる。
法律を学ぶため、1932年にフランスに帰国しパリ南部近郊ヴァンヴに居住。パリ大学で法律・数学を専攻し、政治学のディプロムを取得。1939年、ロベール・アンテルムと結婚する。1942年に初めての子供を出産後に失う。
1943年、処女作『あつかましき人々』を発表する。また、この頃、ディオニス・マスコロと知り合い、1947年にジャン・マスコロが生まれた。1950年に発表した、現地で教師をしていたが早くに夫に先立たれた母が、現地の役人にだまされ、海水に浸ってしまう土地を買わされ、それ以後、彼女達一家は貧困を余儀なくされるという一家の苦難と母の悲哀を描いた自伝的小説の『太平洋の防波堤』は、わずかの差でゴンクール賞を逃す。
1984年に発表した、インドシナに住んでいた時に自伝的小説『愛人』(fr)(en)は、ゴンクール賞を受賞し、世界的ベストセラーとなった。1992年にはフランス・イギリス合作で映画化され、この映画『愛人/ラマン』も原作同様ヨーロッパでヒットした。なお、この作品の姉妹編とも言うべき『北の愛人』は、かつてのデュラスの愛人だった中国人青年の死を聞いて執筆を始めたという。この作品は1991年に発表された。
ペンネームのデュラスは、彼女の父の出身地から取ったもの。

## 年譜
- 1943年、「あつかましき人々」（原題 Les Impudents）を発表。ディオニス・マスコロと知り合う。F・ミッテランの下でレジスタンス運動に加わる。
- 1944年、弟がインドシナで死去。アンテルム、強制収容所に送られる。共産党に入党する。
- 1946年、アンテルムと離婚。
- 1947年、マスコロとの息子のジャンを出産。
- 1958年、「モデラートカンタービレ」（原題 Moderato Cantabile）を発表。
- 1959年、フランスのアラン・レネ監督で、デュラスはシナリオを執筆した映画「二十四時間の情事(fr:Hiroshima mon amour)(en)」原題ヒロシマ・モナムールが公開される。
- 1961年、アンリ・コルピ監督映画「かくも長き不在」公開。デュラスは脚本担当。カンヌ映画祭グランプリ。
- 1964年、小説「ロル V. シュタインの歓喜」(Le Ravissement de Lol V. Stein)を発表。
- 1966年、「ラ・ミュジカ」で初めて映画監督を務める。
- 1968年、五月革命に参加。
- 1969年、≪断絶≫叢書から「破壊しに、と彼女は言う」を発表。文庫版訳者後書きによると、前作までタイトルに付記されていた"Roman"というジャンル名が本作から消えた。「私自身は、もうロマンは読めなくなっている。こんにち、バルザックやプルーストのように書くことは出来ない」というデュラスの発言も後書きに紹介されている。
- 1971年、堕胎処罰法の廃止を求める「343」アピールに署名する。
- 1980年、トゥルーヴィルの海岸沿いのマンションに住む。夏、38歳年下の青年、ヤン・アンドレアと知り合う。その後、彼と恋人関係になる。
- 1981年、「アウトサイド」（原題 Outside）出版
- 1982年、アルコール中毒で入院。
- 1984年、「愛人 ラマン」（原題 L'Amant）出版、ゴンクール賞を受賞。
- 1985年、「苦悩」（La Douleur）を発表。
- 1986年、「青い目、黒い髪」（原題 Les Yeux bleus, cheveux noirs）を発表。
- 1987年、「愛と死、そして生活」（原題 La Vie matérielle）、「エミリー・L」（原題 Emily L）を発表。
- 1990年、「夏の雨」（原題 La Pluie d'été）を発表。
- 1991年、「北の愛人」（原題 L'Amant de la Chine du Nord）を発表。
- 1992年、「ヤン・アンドレア・シュタイナー」（原題 Yann Andréa Steiner）を発表。
- 1993年、「エクリール」（原題 Écrire）を発表。
- 1996年、「これでおしまい」（原題 C'est tout）遺稿。3月3日にパリの自宅で死去。
- 2017年、 デュラスの自伝的小説「苦悩」を映画化した『あなたはまだ帰ってこない』が公開される。

## 著作
- 1943年「Les Impudents(あつかましき人々)/Plon」田中倫郎訳 河出書房新社 1995年
- 1944年「La Vie tranquille(静かな生活)/Gallimard」白井浩司訳「世界文学全集 第46 (ボーヴォワール　デュラス)」講談社 1969年　のち文庫
- 1950年「Un barrage contre le Pacifique(太平洋の防波堤)/Gallimard」田中倫郎訳 河出書房新社 1973年　のち集英社文庫、河出文庫
- 1952年「Le Marin de Gibraltar(ジブラルタルの水夫)/Gallimard」三輪秀彦訳 早川書房 1967年　のち文庫
- 1953年「Des journées entières dans les arbres(タルキニアの小馬)/Gallimard」田中倫郎訳 現代出版社 20世紀の文学 1969年　のち集英社文庫
- 1954年「Des journess entrieres dans les arbres/(木立ちの中の日々)/Gallimard」平岡篤頼訳 白水社 1967年
- 1955年「Le square(辻公園)/Gallimard」『アンデスマ氏の午後・辻公園』三輪秀彦訳 白水社 1963年
- 1958年「Moderato Cantabile(モデラート・カンタービレ)/Ed.de Minuit」田中倫郎訳 河出書房新社 1970年　のち文庫
- 1959年「Les Viaducs de la seine-et-Oise(セーヌ＝エ＝オワーズの陸橋)/Gallimard」岩崎力訳 今日のフランス演劇 第2 白水社 1966年
- 1960年「Dix heures et demi du soir en été(夏の夜の10時半)/Gallimard」田中倫郎訳 河出書房新社 1961年　のち文庫
- 1960年「Hiroshima mon amour(ヒロシマ、私の恋人)/Gallimard」
  - 『雨のしのび逢い』田中倫郎訳 河出書房新社 1961年
  - 『ヒロシマ、私の恋人』清岡卓行訳 筑摩書房 1970年、ちくま文庫、1990年
  - 『ヒロシマ・モナムール』工藤庸子訳 河出書房新社 2014年
- 1962年「L'après-midi de monsieur Andesmas(アンデスマ氏の午後)/Gallimard」
- 1964年「Le Ravissement de Lol V. Stein(ロル・V・シュタインの歓喜)/Gallimard
  - 『ロル・V.ステーンの歓喜』白井浩司訳 白水社 1967年　
  - 『ロル・V.シュタインの歓喜』平岡篤頼訳 河出書房新社 1997年
- 1965年「Le Vice-consul(ラホールの副領事)/Gallimard」三輪秀彦訳 集英社 現代の世界文学 1967年　のち文庫
- 1967年「L'Amante Anglaise(ヴィオルヌの犯罪)/Gallimard」田中倫郎訳 河出書房新社 今日の海外小説 1969年　のち文庫
- 1969年「Détruire, dit-elle(破壊しに、と彼女は言う)/Ed.de minuit」田中倫郎訳 河出書房新社 今日の海外小説 1970年　のち文庫
- 1970年「Abahan,Sabana,David(ユダヤ人の家)/Gallimard」田中倫郎訳 河出書房新社 今日の海外小説 1971年　のち文庫
- 1971年「L'Amour(愛)/Gallimard」田中倫郎訳 河出書房新社 今日の海外小説 1973年　のち文庫
- 1971年「<Ah! Ernesto>(＜ああ！エルネスト＞) Harlin Quist」
- 1973年「India Song(インディア・ソング)/Gallimard」『インディア・ソング,女の館』田中倫郎訳 白水社 1976年。『インディア・ソング』河出文庫
- 1973年「Natalie Granger(ナタリー・グランジェ),suivi de La Femme du Gange（ガンジスの女）/Gallimard」2007年『ガンジスの女』亀井薫訳 書肆山田
- 1974年「Les Parleuses(entretiens avec Xavière Gauthier)/Ed.de Minuit」
  - 『語る女たち』グザビエル・ゴーチェ共著 田中倫郎訳 河出書房新社 1975年
- 1977年「Le Camion(トラック)/(suivi de Entretien avec Michelle Porte)/Ed.de Minuit」
- 1977年「Les Lieux de Marguerite Duras (en collaboration avec Michelle Porte)/Ed.de Minuit」
  - 『マルグリット・デュラスの世界』ミシェル・ポルト共著 舛田かおり訳 青土社 1985年
- 1977年「L'Eden Cinema(エデン・シネマ)/Mercuse de France」
- 1979年「Le Navire Night(船舶ナイト号),suivi de Cesarée, les Mains négatives, Aurélia Steiner/Mercure de France」佐藤和生訳 書肆山田 1999
- 1980年「Vera Baxter ou les plages de l'Atlantique(ヴェラ・バクスター、 あるいは太平洋の浜辺)/Al-batros」
- 1980年「L'Homme assis dans le couloir(廊下に座っている男)/ Ed.de Minuit」
- 1980年「L'Eté 80(80年夏)/Ed.de Minuit」
- 1980年「Les Yeux verts(緑の眼)/ Cahiers du cinéma」小林康夫訳 河出書房新社 1998年
- 1981年「Agatha(アガタ)/Ed.de minuit」　
  - 『死の病い・アガタ』小林康夫・吉田加南子訳 朝日出版社・ポストモダン叢書 1984年
  - 『アガタ』渡辺守章訳 光文社古典新訳文庫　2010年
- 1981年「Outside(アウトサイド)/Albin Michel」佐藤和生訳 晶文社 1999年
- 1982年「L'Homme atlantique(大西洋の男)/Ed.de Minuit」
- 1982年「La Maladie de la mort(死の病い)/Ed.de Minuit」
- 1983年「Savannah Bay(サヴァナ・ベイ)/Ed.de Minuit」『サヴァンナ・ベイ デュラス愛の劇場』和知叶恵訳 近代文芸社 1999年
- 1984年「L' Amant(愛人 ラマン)Ed.de minuit」清水徹訳　河出書房新社 1985年、河出文庫 1992年
- 1985年「Le Douleur(苦悩)/POL」田中倫郎訳 河出書房新社 1985年、新装版2019年
- 1985年「La Musica deuxième(ラ・ミュジカ第二)/Gallimard」
- 1986年「Les yeux bleus cheveux noirs(青い眼、黒い髪)/ Ed.de Minuit」田中倫郎訳 河出書房新社 1987年
- 1986年「La Pute de la côte normande(ノルマンディーの売春婦)/Ed.de Minuit」
- 1987年「La Vie matérielle(物質的生活)/POL」『愛と死、そして生活』田中倫郎訳 河出書房新社 1987年
- 1987年「Emily L.(エミリー・L)/Ed.de Minuit」田中倫郎訳 河出書房新社 1988年
- 1990年「La Pluie d'été(夏の雨)/POL」田中倫郎訳 河出書房新社 1990年
- 1991年「L'Amant de la Chine du Nord(北の愛人)/Gallimard」清水徹訳 河出書房新社 1992年、河出文庫 1996年
- 1992年「Yann Andrea steiner(ヤン・アンドレア・シュタイナー)/POL」田中倫郎訳 河出書房新社 1992年
- 1993年「Ecrire(エクリール)/Gallimard」『エクリール 書くことの彼方へ』田中倫郎訳 河出書房新社 1994年
- 1993年「Le Monde exterieur&Outside2(外部の世界・アウトサイド2)/POL」クリスティアーヌ・ブロ=ラバレール編 谷口正子訳 国文社 2003年
- 1996年「C'est tout(これで、おしまい)/POL」田中倫郎訳 河出書房新社 1996年
- 1997年「Romans, Cinéma, Théâtre, un parcours 1943 – 1993 (Oeuvre posthume)/ Gallimard - Quarto」
  - 『デュラス、映画を語る』ドミニク・ノゲーズ聴き手 岡村民夫訳 みすず書房 2003年
- 『デュラス戯曲全集』竹内書店 1969年

第1巻 辻公園(三輪秀彦訳) ラ・ミュージカル(安堂信也訳) 治水保林(三輪秀彦訳) セーヌ・エ・オワーズの陸橋(岩崎力訳) ジャングルの野獣(安堂信也訳)
第2巻 シュザンナ・アンドレール(三輪秀彦訳) 木立ちの中の日々(安堂信也・平岡篤頼訳) イエス、たぶん(安堂信也訳) シャガ語(安堂信也訳) 私に会いに来た男(末木利文訳) ヴィオルヌの犯罪(大久保輝臣訳)
- 『かくも長き不在』ジェラール・ジャルロ共著 阪上脩訳 ちくま文庫 1993年
- 『娘と少年 愛する人に』稲越功一写真 田中倫郎訳 朝日出版社 1994年
- 『ガンジスの女』亀井薫訳 書肆山田 2007年
- 『戦争ノート』田中倫郎訳 河出書房新社 2008年
- 『私はなぜ書くのか』聞き手：レオポルディーナ・パッロッタ・デッラ・トッレ 北代美和子訳 河出書房新社 2014年
- 『ディアローグ　デュラス／ゴダール全対話』シリル・ベジャン編、福島勲訳 読書人 2018年
- 『パリ6区デュパン街の郵便局　デュラス×ミッテラン対談集』坂本佳子訳、未來社 2020年
- 『マルグリット・デュラスの食卓』樋口仁枝訳、悠書館 2022年。息子ジャン・マスコロの編著

## 映画

### 監督
- 冬の旅・別れの詩 La Musica （1967年）
- 破壊しに、と彼女は言う Détruire, dit-elle （1969年）
- ナタリー・グランジェ/女の館 Nathalie Granger （1972年）
- ガンジスの女 La Femme du Gange （1974年）
- インディア・ソング India Song （1975年）
- 木立ちの中の日々 Des journées entières dans les arbres （1976年）
- ヴェネツィア時代の彼女の名前 Son nom de Venise dans Calcutta désert （1976年）
- トラック Le Camion （1977年）
- バクスター、ヴェラ・バクスター Baxter, Vera Baxter （1977年）
- 船舶ナイト号 Le Navire Night （1978年）
- セザレ Césarée （1979年）
- 陰画の手 Les Mains négatives （1979年）
- オーレリア・シュタイネル メルボルン Aurelia Steiner, dit Aurélia Melbourne （1979年）
- オーレリア・シュタイネル ヴァンクーヴァー Aurélia Steiner, dit Aurélia Vancouver （1979年）
- アガタ Agatha et les lectures illimitées （1981年）
- 子供たち Les Enfants （1984年）

### 原作・脚本
- 海の壁 Barrage contre le Pacifique （1957年） 原作
- 二十四時間の情事 Hiroshima mon amour （1959年） 原作・脚本
- かくも長き不在 Une aussi longue absence （1960年） 脚本
- 雨のしのび逢い Moderato cantabile （1960年） 原作・脚本
- マドモアゼル Mademoiselle （1966年） 脚本
- 夏の夜の10時30分 10: 30 P.M. Summer （1966年） 原作・脚本
- 愛人/ラマン L'Amant （1992年） 原作

### 愛人/ラマンについて
マルグリット・デュラスの『愛人/ラマン』は、1992年に仏・英合作で映画化された。主演は香港の人気俳優レオン・カーフェイ、イギリス人女優ジェーン・マーチ。監督はジャン・ジャック・アノー。なお、デュラスは映画の出来に大きな不満を持つ。
なお、2001年にはデュラスの最後の恋人ヤン・アンドレアの著作『デュラス あなたは僕を(本当に)愛していたのですか』が『愛人 ラマン 最終章』としてフランスで映画化された。日本では2002年に『デュラス 愛の最終章』の邦題で公開された。主演は『愛人/ラマン』でナレーションを務め、デュラスと親交のあったジャンヌ・モローとエメリック・ドゥマリニー。監督はジョゼ・ダヤン。

## 関連人物
- ジャン＝リュック・ゴダール
- ジャンヌ・モロー
- モーリス・ブランショ 交流があった。『破壊しに、と彼女は言う(Détruire, dit-elle)』の登場人物のうち一人のモデルとも言われている
- ブリュノ・ニュイッテン　デュラスの映画で撮影を担当
- 田中倫郎 デュラスの多くの著作と下記の伝記を訳した。
  - アラン・ヴィルコンドレ『デュラス〈愛の生涯〉』河出書房新社、1998年。息子ジャンが写真解説